# 澤萊內哈伊 (蘇梅市鎮)
50°58′59″N 34°52′29″E / 50.98306°N 34.87472°E
澤萊内哈伊（烏克蘭語：Зелений Гай）是位於烏克蘭東北部的村莊，由蘇梅州蘇梅區的蘇梅市鎮負責管轄。該村處於普肖爾河右岸，距離普什卡里夫卡1.5公里，海拔高度140米，2001年人口56。